# Ziegelhütte (Volkach)
Ziegelhütte ist eine Einöde auf der Gemarkung des Volkacher Ortsteils Krautheim im unterfränkischen Landkreis Kitzingen.

## Geografische Lage
Ziegelhütte liegt im Nordosten des Volkacher Gemeindegebietes. Unmittelbar im Norden grenzt die Wenzelsmühle an. Weiter im Nordosten befindet sich Krautheim. Der Südosten wird von Rimbach eingenommen, im Südwesten befindet sich Obervolkach.
Nächstgelegene größere Städte sind Gerolzhofen, mit einer Distanz von etwa 6 Kilometern, sowie Kitzingen, welches ungefähr 17 Kilometer entfernt ist. Die nächste Großstadt ist Würzburg in 27 Kilometern Entfernung.
Naturräumlich liegt die Krautheimer Gemarkung im Steigerwaldvorland von Neuses, das zum Iphofen-Gerolzhofener Steigerwaldvorland innerhalb der Mainfränkischen Platten gezählt wird.

## Geschichte
Über die Geschichte von Ziegelhütte ist nur sehr wenig bekannt. Aufgrund seiner Nähe zur Wenzelsmühle und zu Krautheim war auch Ziegelhütte wohl ein Teil des castellischen Einflussbereiches. Im Zuge der Mediatisierung wurde die Ziegelhütte der Gemeinde Krautheim im Landgericht Volkach zugeteilt. 1977 kam sie gemeinsam mit Krautheim zu Volkach. Bis nach dem Zweiten Weltkrieg wurde dort Kalk gebrochen und gebrannt.